# Vater Percussion
Vater Percussion, spesso nota semplicemente come Vater, è un'industria produttrice di bacchette per batteria e altri strumenti a percussione fondata nel 1956 da Clarence Vater (anche se allora non era ancora riconosciuta come Vater).
Numerosi i modelli signature realizzati dall'azienda, fra cui cinque per artisti italiani: Roberto Gatto, Christian Meyer, Furio Chirico, Luca Capitani e Sergio Pescara.

## Artisti
- Jess Bowen (The Summer Set)
- Tommy Clufetos (Ozzy Osbourne, Ted Nugent, Alice Cooper)
- Jason Duffy (Michael Flatley, The Corrs)
- Nathan Followill (Kings of Leon)
- Sean Kinney (Alice in Chains)
- Martin Langer (Jeanette)
- Ryan O'Keeffe (Airbourne)
- Chad Smith (Red Hot Chili Peppers)
- Andrew Wetzel (Attack Attack!)
- Morgan Rose (Sevendust)